# Уравнения совместности деформаций
Уравнения совместимости деформаций  — математические уравнения, выражающие один из основополагающих принципов механики сплошных сред — принцип совместимости деформаций. Суть последнего состоит в том, что компоненты тензора деформации должны подчиняться уравнениям совместимости, так как, в противном случае, рассматриваемое тело не будет являться сплошной средой. Уравнения совместимости деформаций часто называют тождествами Сен-Венана.

## Математическое выражение принципа
Математически ограничения накладываются на тензор деформации. В зависимости от ситуации могут использоваться тензоры деформации Коши — Грина
{\displaystyle E_{ij}={\frac {1}{2}}\left({\frac {\partial u_{i}}{\partial x_{j}}}+{\frac {\partial u_{j}}{\partial x_{i}}}+\sum \limits _{l}{\frac {\partial u_{l}}{\partial x_{i}}}{\frac {\partial u_{l}}{\partial x_{j}}}\right)},
Тензор деформаций Альманзи — Гамеля
{\displaystyle A_{ij}={\frac {1}{2}}\left({\frac {\partial u_{i}}{\partial x_{j}}}+{\frac {\partial u_{j}}{\partial x_{i}}}-\sum \limits _{l}{\frac {\partial u_{l}}{\partial x_{i}}}{\frac {\partial u_{l}}{\partial x_{j}}}\right)},
Либо тензор малых деформаций
{\displaystyle \varepsilon _{ij}={\frac {1}{2}}\left({\frac {\partial u_{i}}{\partial x_{j}}}+{\frac {\partial u_{j}}{\partial x_{i}}}\right)},
Три компоненты поля смещений связаны с 6 компонентами тензора деформаций. Для того, чтобы эта система уравнений имела решение, однозначные в замкнутой односвязной области, необходимо и достаточно, чтобы выполнялись следующие уравнения
{\displaystyle \nabla \times E\times \nabla =0},
{\displaystyle \nabla \times A\times \nabla =0},
{\displaystyle \nabla \times \varepsilon \times \nabla =0},